# 吳政勳
吳政勳（1983年7月4日—），台灣男演員。

## 經歷
吳政勳於2003年參與新光三越陽光男孩選拔賽以全國決賽第二名獲得凱渥青睞簽約，並成為新光三越專屬平面模特。服完兵役後，曾從事導演助理幕後製作工作，進修學習舞台表演，爾後轉往影視幕前開始表演工作，至今作品跨足電影、電視、廣告、劇場。

## 電視劇
| 年份   | 頻道                | 劇名             | 角色          |
| 2005年 | 華視、八大綜合台    | 小老婆大老公     | 阿Wen         |
| 2010年 | 中國大陸            | 浴血記者         | 地下黨員      |
| 2012年 | 台視                | 罪美麗           | 秦秘書        |
| 2013年 | 中視                | 飛越龍門客棧     | 臥底          |
| 2014年 | 大愛電視台          | 唱快人生         | 朱獻章        |
| 2014年 | 大愛電視台          | 歡喜做頭家       | 王茂安        |
| 2014年 | 大愛電視台          | 我們這一家       | 文欽          |
| 2014年 | 大愛電視台          | 光合一加一       | 張書誠        |
| 2014年 | 大愛電視台          | 河畔卿卿         | 李清輝        |
| 2015年 | 大愛電視台          | 月娘             | 鄭永明        |
| 2015年 | 大愛電視台          | 永不放棄         | 吳漢文        |
| 2015年 | 中視                | 失去你的那一天   | 阿滿          |
| 2015年 | 中視、東森綜合台    | 必娶女人         | 阿B           |
| 2016年 | 公視                | 曖昧時代         | 小高          |
| 2016年 | 東森戲劇台、LINE TV | 惡作劇之吻       | 台大生        |
| 2017年 | 台視                | 牡丹花開         | 吉米          |
| 2018年 | 三立都會台          | 姊的時代         | Jason         |
| 2020年 | 大愛電視台          | 大林學校         | 廖裕榮        |
| 2021年 | 民視                | 黃金歲月         | 江瑞澤        |
| 2022年 | 公視、MyVideo       | 茁劇場－綠島金魂 | 信徒          |
| 2023年 | 大愛電視台          | 搜尋者           | 張敬台 (少年) |
| 2023年 | 衛視中文台          | 女兒大人加個賴   | 陳霖          |
| 2024年 | 東森超視、華視      | 阿榮與阿玉       | 秋山          |
| 2026年 | 大愛電視台          | 接住流星的人     | 謝鎮蔚        |

### 電視迷你劇集
| 年份 | 電視台 | 劇名     | 角色   |
| ---- | ------ | -------- | ------ |
| 2021 | 未知   | 失蹤人口 | 李文峰 |

## 電影
| 年份 | 劇名                 | 角色      |
| ---- | -------------------- | --------- |
| 2007 | 靜止的夏天           | 兇手      |
| 2017 | 3904英呎             | 周天福    |
| 2019 | 幻術                 | 馬英九    |
| 2019 | 給自己的情書         | 李桑/大海 |
| 2022 | 售命                 | 小白      |
| 2024 | 看見靈魂的那隻眼師公 | 二福      |

### 電影短片
- 2010年 《冰箱》改編自台灣作家柯裕棻之同名小說 飾我
- 2018年 《請記得幫我餵貓好嗎》 飾老師

### 微電影
- 吉利帝豪汽車EMGRAND微電影《心的方向》
- 華碩ASUS ZenPad王者之選 《武妹娘篇》
- 台灣默克 《緣來就是你》
- 新南向人員健康服務中心推廣片 《古裝篇》

## MV演出
- 2007年 呂莘《心動的時刻》、《太在意》、《Mr.Wrong》
- 2010陳傑瑞《我不相信》、《為你濕的淚》
- 2011音樂鐵人《因為有你》、《手拉你》

## 廣告代言
- 錢櫃茶餐廳 江蕙代言篇
- Kingbeer金星啤酒 新一代篇
- 必勝客 狂歡篇
- 必勝客黃金龍捲風 餅皮篇
- 必勝客炙燒松阪篇
- 必勝客繽紛龍捲風 創意篇
- 必勝客黃金熔岩餅皮 變身篇
- 必勝客皇家起司七重奏 一起Cheese 歡樂篇
- 必勝客聖誕繽紛起司七重奏 光芒篇
- 必勝客起司七重奏心花漾餅皮 花型篇
- Mazda3日商汽車
- EasyShop內衣 落跑新娘篇
- Yahoo奇摩拍賣 古著篇
- OnePaid萬付通 準備出巡篇
- OnePaid萬付通 民間攤販篇
- 金門高粱58度 勸酒篇
- 華陀扶元堂古傳滴雞精
- 原翠綠茶  阿部寬-眾機來襲篇
- 中華汽車Zinger 第一商旅
- LG空氣清淨機 Puricare360度
- 台酒花雕雞泡麵 倫敦篇
- IKEA【主廚上菜】【快樂家庭】【CSI破案神探】
- 康貝特 扛八箱秘密篇
- 康貝特 跌倒篇
- 屈臣氏 跟你/妳一起屈動每個更好篇
- 屈臣氏 更好是不放棄篇
- 《 EL伊德爾 總是給你最好的 》2021智能生活家電品牌形象影片-求婚篇
- 全聯 甜點女人節
- Panasonic 智慧健康家電
- 2023年 HOUSE好侍咖哩《週末出遊篇》《加個好友篇》

## 舞台劇
- 2011年 河床劇團開房間戲劇節《206號房》
- 2011年 臺北詩歌節大型詩演出《未來的未來》
- 2012年 河床劇團《夢遊》
- 2012年 黑眼睛跨劇團《禿頭女高音:不標準時間》巡演
- 2012年 黑眼睛跨劇團《路人開根號》
- 2013年 曼丁身體劇場 舞作《灶心》
- 2016年 曼丁身體劇場《滬尾砲台Man∞Man演出行動》
- 2017年 OD表演工作室《HOLYWINE》[5]
- 2018年 OD表演工作室《老童話》
- 2018年 娩娩工作室聯演計畫《Dæwn》
- 2019年 思樂樂劇場《ㄎ一ㄤ青春變奏曲》台灣校園巡演
- 2019年 國家兩廳院新點子實驗場OD表演工作室《克隆少年》
- 2020年 OD表演工作室-生藝人計畫《交易時刻》
- 2021年 OD表演工作室-生藝人計畫《預約真實》
- 2022年 OD表演工作室-生藝人計畫《機械城》
- 2023年 OD表演工作室-生藝人計畫《交易時刻》
- 2024年 華山烏梅劇院-生藝人計畫x北市康40週年特別演出《交易時刻》

### 電影配音
- 2016年 香港電影《點五步》男主角謝志龍國語配音

### 音樂作詞
- 2013年 台灣女孩同名專輯『台灣女孩』、『共同朋友』

## 獎項
- 2003年 新光三越陽光男孩選拔賽全國決賽第二名
- 2012年 河床劇團【開房間戲劇節】《206號房》入圍第十屆台新藝術獎十大作品

## 外部連結
- 吳政勳 Vance 的facebook粉絲專頁
- 吳政勳 Vance Wu的Instagram
- ABOOK MANAGEMENT （页面存档备份，存于）經紀公司官網
- ABOOK MANAGEMENT的facebook粉絲專頁